# Timea bifidostellata
Timea bifidostellata är en svampdjursart som beskrevs av Gustavo Pulitzer-Finali 1983. Timea bifidostellata ingår i släktet Timea och familjen Timeidae. Inga underarter finns listade i Catalogue of Life.